# بازی‌های گرسنگی: زاغ مقلد – بخش ۲
بازی‌های گرسنگی: زاغ مقلد – بخش ۲ (به انگلیسی: The Hunger Games: Mockingjay – Part 2) یک فیلم علمی تخیلی ماجرایی آمریکایی به کارگردانی فرانسیس لارنس و نویسندگی دنی استرانگ و پیتر کریگ، بر اساس کتابی به همین نام نوشته سوزان کالینز که در ۲۰ نوامبر سال ۲۰۱۵ به نمایش درآمد. این فیلم دومین بخش از آخرین کتاب در سری سه‌گانه عطش مبارزه و مستقیماً ادامه فیلم عطش مبارزه: زاغ مقلد - بخش ۱ می‌باشد. بازیگران قسمت قبلی جنیفر لارنس، جاش هاچرسون، وودی هرلسون و لیام همسورث در این فیلم نیز ایفای نقش می‌کنند.

## بازیگران
- جنیفر لارنس در نقش کتنیس اوردین
- جاش هاچرسون در نقش پیتا ملارک
- لیام همسورث در نقش گیل هاتورن
- وودی هرلسون در نقش هِیمِچ اَبِرنَثی[۶]
- الیزابت بنکس در نقش اِفی ترینْکِت[۷]
- جولیان مور در نقش رئیس جمهور آلما کْوین[۸]
- فیلیپ سیمور هافمن در نقش پلوتارک هِوِنزبی[۹]
- جفری رایت در نقش بیتی[۱۰]
- استنلی توچی در نقش سزار فلیکرمن[۱۱]
- دونالد ساترلند در نقش رئیس جمهور اسنو[۱۲]
- ویلو شیلدز در نقش پریمروز اوردین[۱۳]
- سم کلفلین در نقش فینیک اودیر[۱۴]
- جنا مالون در نقش جوهانا میسون[۱۵]
- ماهرشالا علی در نقش باگس[۱۶]
- ناتالی دورمر در نقش کِرِسیدا[۱۷]
- وس چتهم در نقش کرستر[۱۸]
- میچل فوربز در نقش ستوان جکسون[۱۹]
- الدن هنسون در نقش پالکس[۲۰]
- پتینا میلر در نقش فرمانده پیلور[۲۱]
- ایوان راس در نقش مسالا[۲۲]
- امید ابطحی در نقش هومس[۲۳]
- اسکندر تسفای